# 幸町 (朝霞市)
幸町（さいわいちょう）は、埼玉県朝霞市の町名。現行行政地名は幸町一丁目から幸町三丁目。郵便番号は351-0015。

## 地理
朝霞市の南部に位置する。朝霞駅の南西部に所在し、住宅地及び行政施設に利用される。幹線道路として東西に国道254号が通る。

### 地価
住宅地の地価は2017年（平成29年）1月1日の公示地価によれば幸町2-11-19の地点で18万8000円/m2となっている。

## 歴史

### 沿革
- 1970年（昭和45年）5月1日 - 大字膝折、大字溝沼の各一部から幸町一丁目〜三丁目が成立[4]。

## 世帯数と人口
2017年（平成29年）10月1日現在の世帯数と人口は以下の通りである。
| 丁目       | 世帯数    | 人口    |
| ---------- | --------- | ------- |
| 幸町一丁目 | 860世帯   | 1,814人 |
| 幸町二丁目 | 1,264世帯 | 2,909人 |
| 幸町三丁目 | 459世帯   | 998人   |
| 計         | 2,124世帯 | 4,723人 |

## 小・中学校の学区
市立小・中学校に通う場合、学区は以下の通りとなる。
| 丁目       | 番地 | 小学校                 | 中学校                 |
| ---------- | ---- | ---------------------- | ---------------------- |
| 幸町一丁目 | 全域 | 朝霞市立朝霞第四小学校 | 朝霞市立朝霞第一中学校 |
| 幸町二丁目 | 全域 | 朝霞市立朝霞第四小学校 | 朝霞市立朝霞第一中学校 |
| 幸町三丁目 | 全域 | 朝霞市立朝霞第四小学校 | 朝霞市立朝霞第一中学校 |

## 交通

### 道路
- 国道254号（川越街道）
- 埼玉県道109号新座和光線（旧川越街道）
- 埼玉県道108号東京朝霞線（南大通り）・（公園通り）
- 城山通り
- 公園通り

### 鉄道
町域内に鉄道駅はないが東武東上本線朝霞駅が利用可能な範囲にある。

## 施設
- 武蔵大学朝霞プラザ
- 埼玉県立朝霞高等学校
- 朝霞市立朝霞第四小学校
- 朝霞幼稚園
- 東京都水道局朝霞-上井草間送水管路第2号調圧水槽
- 緑ヶ丘稲荷神社